# Mike Scott (músico)
Michael «Mike» Scott (Edimburgo, 14 de diciembre de 1958) es un cantante, compositor y músico británico. Es el miembro fundador de la banda de rock The Waterboys.
Scott comenzó su carrera musical en la década de 1970 y ha estado haciendo música profesionalmente desde la década de 1980 y es bien conocido por sus cambios radicales en los géneros musicales a lo largo de lo que él llama su carrera «supuestamente poco ortodoxa».

## Primeros años
Mike nació y creció en Edimburgo, hijo de Allan y Anne Scott. Su padre abandonó a la familia cuando tenía diez años, pero los dos se reencontraron en 2007, y su madre era profesora de inglés, lo que le permitió conocer a los grandes de la literatura inglesa desde muy joven.
Scott se interesó por la música desde muy temprana edad. A los 12 años, después de que la familia se mudara a Ayr, comenzó a interesarse seriamente por aprender a tocar la guitarra. Al año siguiente, estaba tocando en bandas escolares y formó la banda Karma, llamada así por el principio del hinduismo, con un amigo llamado John Caldwell. El sonido de Karma estaba inspirado en David Bowie, Bob Dylan y The Beatles.
En 1977, ingresó en la Universidad de Edimburgo, donde estudió literatura inglesa y filosofía. Más tarde, arreglaría poesía de William Butler Yeats, Robert Burns, y George MacDonald para las grabaciones de The Waterboys. Otras influencias literarias en la carrera de Scott incluyen C.S. Lewis y The Diary of Vikenty Angarov. Scott dejó la Universidad de Edimburgo después de su primer año.
Scott se interesó por la escena musical punk británica y comenzó a escribir para fanzines, y finalmente fundó el suyo propio, Jungleland. Él estaba especialmente interesado en la música de The Clash y Patti Smith, un tributo a quien, «A Girl Called Johnny», se convertiría en el primer sencillo de Waterboys.

## Carrera

### Inicios
Scott y un guitarrista llamado Allan McConnell formaron una banda, The Bootlegs, que dio paso a Another Pretty Face en 1978 cuando Caldwell y otros dos amigos se unieron. Los amigos crearon su propio sello discográfico llamado New Pleasures, y comenzaron a lanzar los sencillos de Another Pretty Face. La banda logró cierto éxito con su primer sencillo «All the Boys Love Carrie» / «That's Not Enough» cuando New Musical Express lo nombró «Single of the Week». La banda firmó un contrato con Virgin Records, apareció en la portada de la revista Sounds y realizó una gira con Stiff Little Fingers. Virgin, después de recibir una cinta de demostración de Another Pretty Face, lanzó la banda cuatro meses después de la firma. Nikki Sudden, que había entrevistado a Another Pretty Face en Edimburgo para la revista ZigZag, afirma que «el material de APF sigue siendo uno de los mejores trabajos de Mike Scott».
Entre 1980 y 1982, Scott trabajó ocasionalmente con Sudden, entre otros proyectos. Another Pretty Face siguió publicando música y grabó una Peel Session el 18 de febrero de 1981. La banda finalmente llamó la atención de Nigel Grainge, fundador de Ensign Records. Grainge fichó a Another Pretty Face para el sello y la banda se mudó a Londres, cambiando su nombre a Funhouse (tomado del nombre del álbum Fun House de The Stooges). Scott no estaba satisfecho con la banda. Más tarde describió el sonido de Funhouse como «similar a un jumbo jet volando con un solo motor». Scott comenzó a trabajar en canciones y grabaciones en solitario, una decisión que condujo a la creación de The Waterboys. Una sesión de diciembre de 1981 en Redshop Studios formó los inicios del primer álbum de The Waterboys, el cual llevaba el mismo nombre.

### The Waterboys
La composición de The Waterboys ha cambiado mucho a lo largo de la existencia del grupo. Anthony Thistlethwaite, Karl Wallinger, Kevin Wilkinson y Steve Wickham hicieron contribuciones importantes, pero Scott describe a la banda como su proyecto. «Para mí no hay diferencia entre Mike Scott y los Waterboys; ambos significan lo mismo. Significan yo mismo y quienes sean mis compañeros de viaje musicales actuales».
El primer lanzamiento de la agrupación fue un sencillo de «A Girl Called Johnny» en marzo de 1983; el primer álbum salió ese junio. Junto con el álbum homónimo del grupo, «A Pagan Place» y «This Is the Sea» (los siguientes álbumes lanzados en 1984 y 1985) contenían canciones escritas en su mayoría por el propio Scott, y juntos formaron el período «Big Music» de la banda. El estilo musical de Scott cambió de nuevo a un sonido más basado en la guitarra cuando, bajo el nombre de The Waterboys pero sin otros miembros, grabó «Dream Harder», en 1993. Fue un regreso al sonido de Big Music, pero el último álbum que salió bajo el nombre de la banda hasta 2000.
The Waterboys se había disuelto por problemas de personal. Después de dos álbumes en solitario de Scott, «A Rock in the Weary Land» fue lanzado bajo el nombre de The Waterboys, demostrando otro estilo musical, que él mismo llamó «rock sónico».

### Carrera como solitario

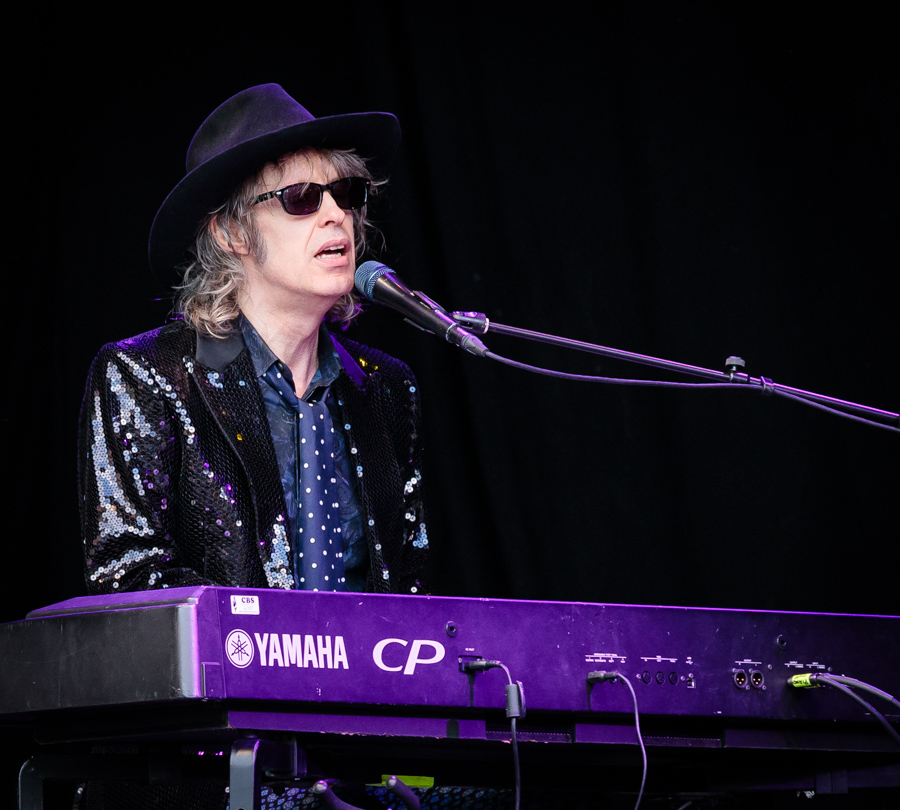
Scott actuando con The Waterboys en 2017.

Scott creó su propio sello discográfico en 2003, Puck Records, que publicó Universal Hall. En 2005, se publicó «Karma to Burn», también de Puck Records, que incluía temas de la carrera solista de Scott interpretados por la formación de The Waterboys en ese momento.
Tras años de preparación, Scott produjo su espectáculo An Appointment with Mr. Yeats, que debutó en Dublín, en el Abbey Theatre del propio Yeats. En el espectáculo, Scott está acompañado por su excompañero Steve Wickham y otros músicos. El espectáculo se presentó del 15 al 20 de marzo de 2010.

## Vida personal
Scott estuvo en una relación con la cantante y actriz escocesa Camille O'Sullivan, con quien tiene una hija nacida en 2013. En octubre de 2016, se casó con la artista japonesa Megumi Igarashi, con quien tiene un hijo nacido el 2 de febrero de 2017.